# Dissoi Logoi (gruppo musicale)
Dissoi Logoi (dal greco "discorsi duplici") è un gruppo musicale fondato da Alberto Morelli e Franco Parravicini che fa della commistione di linguaggi la propria cifra stilistica. Si tratta di un gruppo "a formazione aperta" nel senso che oltre ai due fondatori, nel corso degli anni, si sono susseguiti numerosi altri musicisti, alcuni in forma più assidua, altri in fugaci collaborazioni. Tra questi si possono citare nomi quali Mario Arcari, Luca Calabrese, Gerardo Cardinale, Francesco D'Auria, Paolo Fresu, Riccardo Luppi, Francesco Manzoni, Roberto Mazza, Gabriele Mirabassi, Stefano Scarani, Daniele Sala, e ancora Moni Ovadia, Laura Fedele, Muna Amari, Amelia Cuni, Eric Wood, Stephen James, Federico Sanesi, Piero Milesi, Tommaso Leddi, Matteo Maltauro, Faisal Taher, Milton Kwami, Nassera Chohra.
La trasversalità del loro progetto rende difficile identificare i Dissoi Logoi in una categoria di genere specifica, sebbene si possono individuare degli stilemi di riferimento nel jazz e nella musica sperimentale tra i'60 e la fine dei '70, nel primo progressive, nel minimalismo e nelle musiche tradizionali dell'area mediterranea.

## Discografia
- 1993 - Da occidente a oriente (Il Ponte Sonoro)
- 1999 - NoTVooDoo (Compagnia Nuove Indye)
- 2001 - III (Il Manifesto / Altrisuoni)
- 2012 - NYX (Auditorium Edizioni / Amirani Records)
- 2015 - Io sto con la sposa (Feltrinelli-Real Cinema) DVD+CD
- 2021 - Different Traditions (Da Vinci Publishing)

### Compilation
- Tribù italiche-Lombardia, WorldMusicMagazine (2007)
- The different you, CPI (1998)
- Anime Mediterranee, Il Ponte sonoro (1997)
- Notturno Etrusco, Avvenimenti (1997)
- Quello che siamo, MusicaInCampo (1996)
- Canti SUDati, Il Manifesto (1995)
- An Xplosion of worldmusic, Il Ponte Sonoro (1995)
- I Disertori. Ivano Fossati riletto da ... (1994)
- Pioggia nel deserto, Elextra (1992)